# Orion AT501

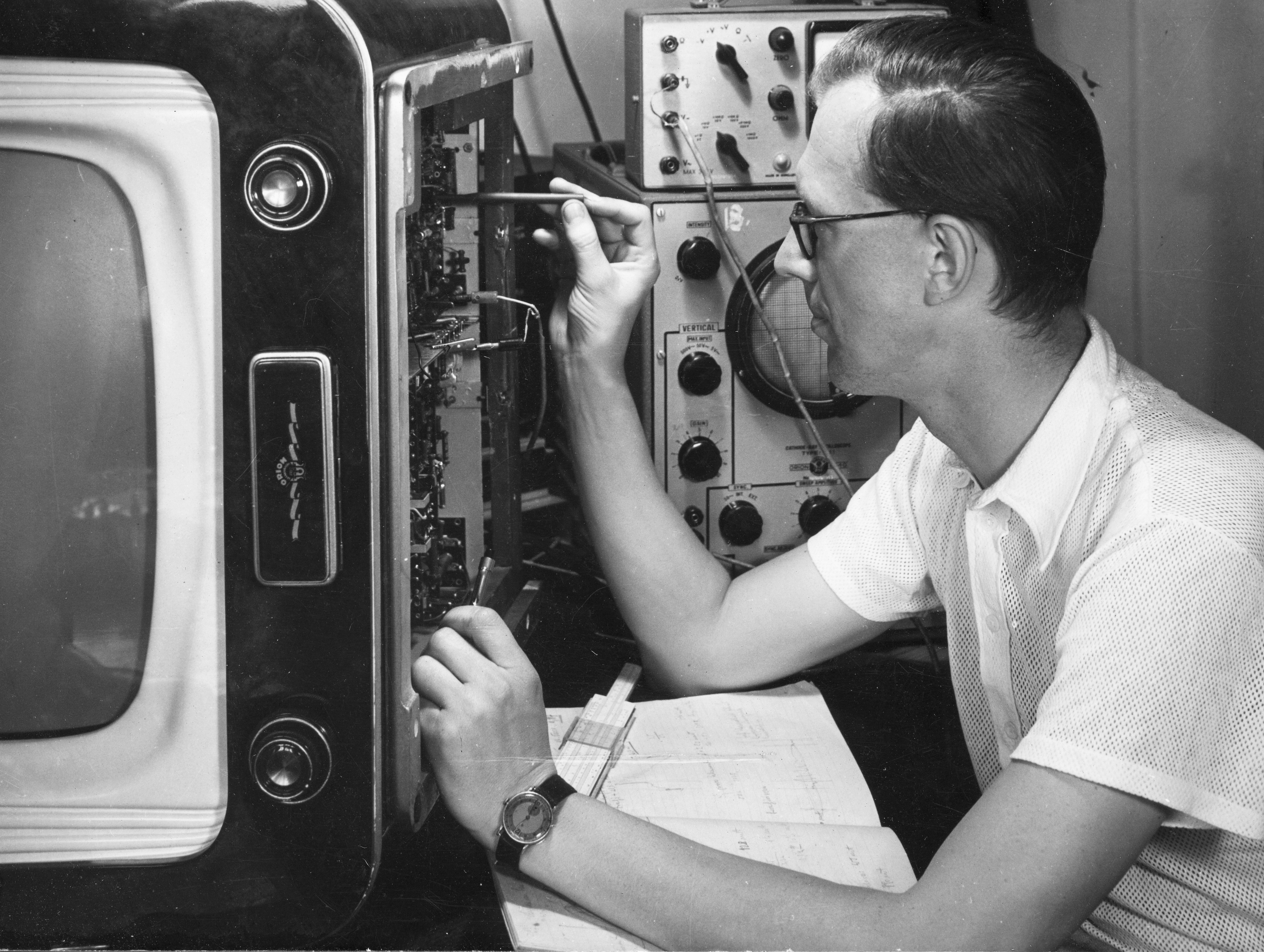
Laszip Sándor, az Orion gyár mérnöke, a televíziós csoport vezetője, az AT501 készülék konstruktőre ellenőrzi a vevő hangolását

Az Orion AT501 az első, Magyarországon kifejlesztett és sorozatban gyártott kereskedelmi televízió-vevőkészülék.

## Története
Magyarország az egykori KGST híradástechnikai nagyhatalma volt, olyan gyártókkal, mint a Beloiannisz Híradástechnikai Gyár (BHG), a Videoton és az Orion Rádió és Villamossági Vállalat. 1956 után az induló kísérleti tévéadásokkal egy időben, a magyar elektronikai ipar meghatározó gyára, az Orion kapta feladatul egy sorozatban gyártható vevőkészülék kifejlesztését. Ennek a munkának eredménye lett az AT501 típusszámot viselő készülék.

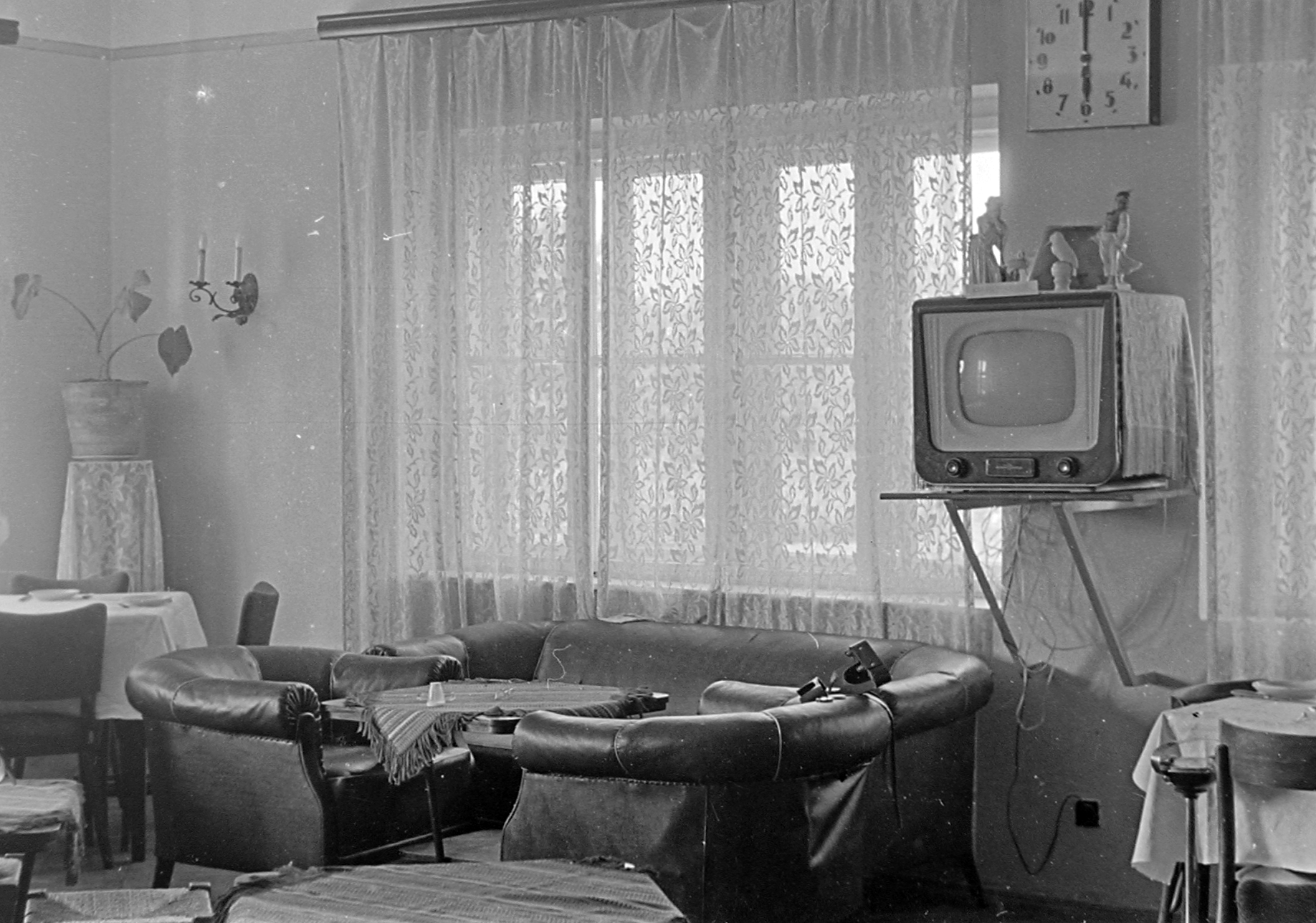
Fali konzolra helyezett Orion AT501 televízió

A magyar televíziózás viszonylag kései indulása azt eredményezte, hogy ekkorra már minden fontos TV vételtechnikai megoldás kiforrottnak volt tekinthető, így az AT501 nem tartalmazott semmilyen műszaki újdonságot. Az eddig csak rádiókészülékeket gyártó magyar szórakoztató-elektronikai ipart azonban mindenképpen új feladat elé állította. Sem az alkatrészgyártás, sem a készülékgyártás nem volt felkészült, így ez a készülék még jelentős számú külföldi alkatrészt tartalmazott. Mivel az 1956-ot követő konszolidációs folyamatban a politikai vezetés kiemelt szerepet szánt a televíziózásnak, ezért lehetőség volt – legalábbis a gyártás kezdetén – nyugati import alkatrészek beszerzésére.

## Jellemzői
A készülék műszaki felépítése tükrözi az akkori viszonyokat. Eredetileg az AT501 két csatorna vételére volt alkalmas, a későbbi – más tekintetben egyébként azonos – AT501M már egy 12 csatornás dobváltót tartalmazott. A négyfokozatú középfrekvenciás fokozat különösen nagy erősítéssel rendelkezett a gyenge adóhálózat ellensúlyozására. A készülék csak a magyar hangnorma szerinti adásokat vette, de a nyugati határszélen gyorsan megszülettek a házilagos átalakítások az osztrák adók vételére.

## Műszaki adatok
| Típus:                                  | AT501                                                      |                                                            |
| Kivitel:                                | Asztali vevő                                               |                                                            |
| Szekrény:                               | Diófa                                                      |                                                            |
| Méret:                                  | 580 × 550 × 450 mm                                         |                                                            |
| Tömeg:                                  | 35 kg                                                      |                                                            |
| Képátmérő:                              | 43 cm                                                      |                                                            |
| Feszültség:                             | 220 V +5% –10% egyen- és váltakozófeszültség               |                                                            |
| Csövek száma:                           | 20 noválcső + képcső                                       |                                                            |
| Áramfelvétel:                           | 700 mA                                                     |                                                            |
| Teljesítményfelvétel:                   | 160 W                                                      |                                                            |
| Biztosítékok:                           | 2 db 1 A és 1 db 250 mA                                    |                                                            |
| Sorfrekvencia:                          | 15 625 Hz                                                  |                                                            |
| Képfrekvencia:                          | 25 Hz (sorváltással)                                       |                                                            |
| Nagyfeszültség:                         | 13 kV ±1 kV                                                |                                                            |
| Antennabemenet:                         | 240 Ω szimmetrikus                                         |                                                            |
| A.G.C.:                                 | Van                                                        |                                                            |
| Demodulátor:                            | Kép: dióda; Hang: aránydetektor                            |                                                            |
| Hangszínszabályozás:                    | Folyamatos                                                 |                                                            |
| Hangszóró:                              | 2 db 6,5" permanens dinamikus                              |                                                            |
| Hangkimenő teljesítmény:                | 2 W                                                        |                                                            |
| Videofokozat sávszélessége:             | min. 4,5 MHz                                               |                                                            |
| Középfrekvenciás fokozat sávszélessége: | 5 MHz                                                      |                                                            |
| Képhordozó frekvencia:                  | 38 MHz                                                     |                                                            |
| Hanghordozó középfrekvencia:            | 31,5 Mhz                                                   |                                                            |
| Sávszélesség antennáról:                | min. 4,5 MHz                                               |                                                            |
| Képérzékenység:                         | jobb mint 150 µV                                           |                                                            |
| Hangérzékenység:                        | jobb mint 150 µV                                           |                                                            |
| Szinkronérzékenység:                    | jobb mint 150 µV                                           |                                                            |
| Linearitás függőlegesnél:               | ±5% lehet a maximális eltérés                              |                                                            |
| Linearitás vízszintesnél:               | ±10% lehet a maximális eltérés                             |                                                            |
| Hullámsávok:                            | 1-es csatorna: 49,75 MHz képhordozó, 56,25 MHz hanghordozó | 2-es csatorna: 59,25 MHz képhordozó, 65,75 MHz hanghordozó |